# Рогізне (село, Сумський район)
Рогі́зне — село в Україні, у Білопільській міській громаді Сумського району Сумської області. Населення становить 27 осіб. До 2018 орган місцевого самоврядування - Іскрисківщинська сільська рада.

## Географія
Село Рогізне розташоване в балці Болотівський Яр на кордоні з Росією на відстані 1 км від сіл Волфине та Нескучне.

## Історія
Село засноване після революції (в 1923 році) і спочатку називалось Новоєлєновка, тобто, це був виселок, коли селяни отримали поміщицьку землю. Згодом (в 1926 році) цей хутір назвали Рогізне. Тоді в ньому проживало 40 дворів з населенням в 230 чоловік.
Село постраждало внаслідок геноциду українського народу, проведеного урядом СРСР 1923–1933 та 1946–1947 роках[джерело?].
12 червня 2020 року, відповідно до розпорядження Кабінету Міністрів України № 723-р «Про визначення адміністративних центрів та затвердження територій територіальних громад Сумської області», село увійшло до складу Білопільської міської громад.
19 липня 2020 року, в результаті адміністративно-територіальної реформи та ліквідації Білопільського району, село увійшло до складу новоутвореного Сумського району.

## Відомі люди
- Филонович Василь Захарович — генерал-хорунжий армії УНР, віце-консул України в Поті, Грузія.